# Landskrona kommun
Landskrona kommun även kallad Landskrona stad, är en kommun i Skåne län. Centralort är Landskrona.
Kommunens landskap utgörs av uppodlade kulturlandskap vilka genomskärs av Braåns och Saxåns dalgångar. Dessa domineras av lövskogsdungar, betes- och ängsmarker. Landskrona har en lång industritradition. I början av 2020-talet representeras denna främst av verkstadsindustrierna, men de största arbetsgivarna var kommunen och Region Skåne. 
Mellan 1975 och 1986 var befolkningstrenden negativ för att därefter åter växa. Kommunen har en lång tradition av socialdemokratiskt styre, men sedan 2006 har en koalition bestående av Liberalerna, Miljöpartiet och Moderaterna haft makten.

## Administrativ historik
Kommunens område motsvarar socknarna: Annelöv, Asmundtorp, Glumslöv, Härslöv, Sankt Ibb, Saxtorp, Säby, Tofta, Vadensjö och Örja. I dessa socknar bildades vid kommunreformen 1862 landskommuner med motsvarande namn. I området fanns också Landskrona stad som 1863 bildade en stadskommun. 
Vid kommunreformen 1952 skede olika sammanslagning av kommunerna och Dösjebro och Rönneberga landskommuner bildades. 1959 införlivades Sankt Ibbs landskommun i Landskrona stad.
Staden införlivade 1967 delar ur Dösjebro landskommun (Annelöv och Saxtorp) och 1969 införlivades delar ur Rönneberga landskommun (Asmundtorp och Tofta). Landskrona kommun bildades vid kommunreformen 1971 genom en ombildning av Landskrona stad. 1974 införlivades Härslövs kommun.
Fram till och med 1996 tillhörde kommunen, liksom sina skånska grannkommuner, Malmöhus län.
Från och med 1 mars 2009 använder kommunen även beteckningen Landskrona stad i de fall det är officiellt gångbart.
Kommunen ingick sedan bildandet till 15 april 2002 i Landskrona domsaga och ingår sen dess i Lunds domsaga.

## Geografi
Kommunen är belägen i västra delen av landskapet Skåne. Kommunen gränsar i norr till Helsingborgs kommun, i öster till Svalövs kommun och i söder till Kävlinge kommun. På andra sidan Öresund gränsar kommunen i väster till Fredensborgs kommun, Hørsholms kommun och Rudersdals kommun i Region Hovedstaden på Själland i Danmark.

### Topografi och hydrografi
Kommunens landskap utgörs av uppodlade kulturlandskap vilka genomskärs av Braåns och Saxåns dalgångar. Dessa domineras av  lövskogsdungar, betes- och ängsmarker. Delar av både Saxån och Braån har ett naturligt meandrande lopp. Fuktiga betesängar av typen marskland, vilka är av stort botaniskt och ornitologiskt intresse, finns kring dess mynningar. Landskapet i norr domineras av ett höjdstråk med Glumslövs backar, dessa  bildades under den senaste istiden. I väster övergår backarna i en brant erosionskust, där även Hilleshögs dalar mynnar. Geologiskt är ön Ven, med sin karakteristiska klintkust och sina botaniskt intressanta backafall,  en motsvarighet till fastlandets höjdstråk.

### Naturskydd
År 2022 fanns åtta naturreservat i Landskrona kommun.
Det kommunala reservatet Exercisfältet bildades 2005. Länsstyrelsen i Skåne län beskriver området som "den sista resten av stadens norra fälad". Reservatet har tidigare fungerat som flygfält, golfbana, motocrossbana och som militärt övningsfält men numer betas och slåttras området för att behålla områdets utmarkskaraktär. Ett annat exempel på kommunens naturreservat är Gråen, en konstgjord ö utanför Landskrona. Reservatet som bildades 1952 förvaltas av Länsstyrelsen. En stor del av året råder tillträdesförbud till reservatet, detta för att värna om fågellivet.

### Administrativ indelning
Fram till 2016 var kommunen för befolkningsrapportering indelad i Häljarps församling, Kvistofta församling (ligger huvudsakligen i Helsingborgs kommun) och Landskrona församling (ligger delvis i Helsingborgs kommun).

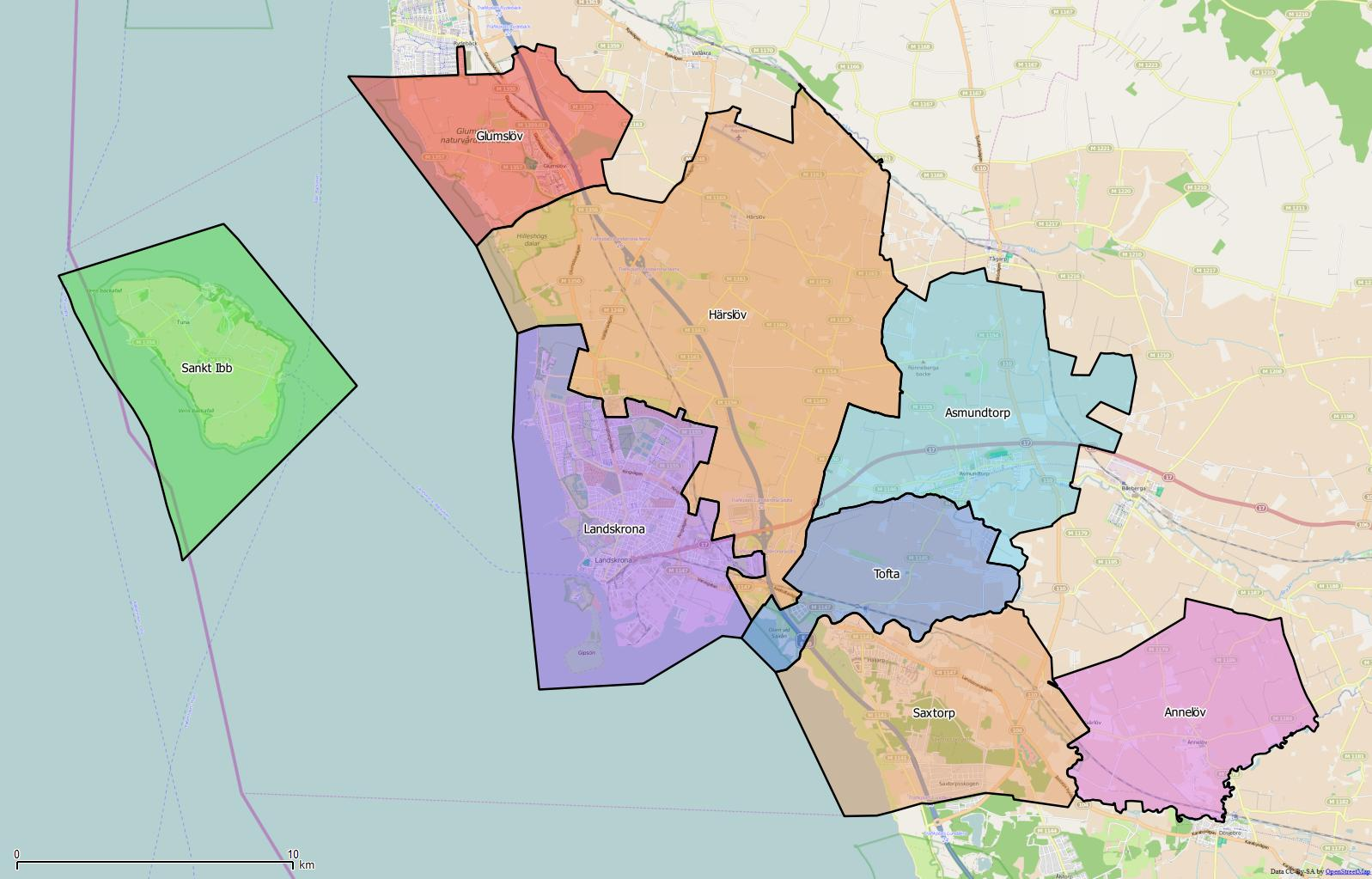
Distrikt inom Landskrona kommun

Från 2016 indelas kommunen istället i åtta distrikt:

- Annelöv
- Asmundtorp
- Glumslöv
- Härslöv
- Landskrona
- Sankt Ibb
- Saxtorp
- Tofta

### Tätorter
Totalt bodde 94,3 procent av kommunens invånare i någon av tätorterna 2020, vilket var högre än genomsnittet för riket där motsvarande siffra var 87,6 procent.
Enligt SCB:s tätortsavgränsning 2020 fanns 11 tätorter i kommunen.
Centralorten är i fet stil.
| Nr | Tätort                   | Befolkning (2020) |
| -- | ------------------------ | ----------------- |
| 1  | Landskrona               | 33 466            |
| 2  | Häljarp                  | 3 713             |
| 3  | Glumslöv                 | 2 253             |
| 4  | Asmundtorp               | 1 646             |
| 5  | Saxtorpsskogen (del av*) | 1 056             |
| 6  | Annelöv                  | 449               |
| 7  | Härslöv                  | 410               |
| 8  | Tuna                     | 353               |
| 9  | Kvärlöv                  | 253               |
| 10 | Rydebäck (del av*)       | 50                |
| 11 | Tågarp (del av*)         | 6                 |

* En del av Saxtorpsskogen ligger i Kävlinge kommun. En mindre del av Rydebäck ligger i kommunen, men tätorten ligger till största delen i Helsingborgs kommun. En mindre del av Tågarp ligger i kommunen, men tätorten ligger till största del i Svalövs kommun.

## Styre och politik

### Styre
Socialdemokraterna hade egen majoritet fram till 1991. Därefter återtog de de egna majoriteten efter valet 1994.
Landskrona kommun har sedan valet 2006 styrts av Folkpartiet (Liberalerna sedan 2015), Moderaterna och Miljöpartiet. Fram till 2022 har partierna styrt i minoritet, större delen av tiden med stöd av Sverigedemokraterna.
| 1994–1998 | S  |   |    |
| 1998–2002 | S  | V |    |
| 2002–2006 | S  | V |    |
| 2006–2010 | FP | M | MP |
| 2010–2014 | FP | M | MP |
| 2014–2018 | L  | M | MP |
| 2018–2022 | L  | M | MP |
| 2022–2026 | L  | M | MP |

### Politik
Under 1960- och 1970-talen byggdes ett stort antal bostäder för att rymma den arbetskraft som behövdes till varvet och kommunens industrier. Arbetskraft som inte sällan kom från Danmark, Finland och Jugoslavien. Men redan i början av 1970-talet stod lägenheter tomma och befolkningen minskade. Under 1980-talet lades flera industrier ner eller rationaliserades, vilket innebar att cirka 4 000 arbetstillfällen försvann från kommunen under några få år. Lösningen från politiken blev att hyra ut de tomma lägenheterna till dåvarande Invandrarverket. Under mitten av 1990-talet lockades dessutom många flyktingar med uppehållstillstånd till kommunen med många lediga lägenheter. Privata fastighetsägare lockade människor med försörjningsstöd att söka sig dit från andra kommuner liksom personer som just muckat från fängelser. Bostadsbyggandet som varit fokuserat på hyresrätter i centrum blev en grogrund för sociala problem. År 2006 hade det kommunala försörjningsstödet ökat med 223 procent sedan 1990 och sju företagare drev en politisk linje om mångfald och att kommunen behövde en demografisk och socioekonomisk struktur som bättre motsvarade genomsnittet för riket. Idéerna fick genomslag och Folkpartiet, som låtit valet kretsa kring "behovet av att bygga upp staden igen, och återigen göra den till en attraktiv plats att bo på", fick genomslag. Valet 2006 fick Folkpartiet 22,5 procent av rösterna. Den politik som förts i kommunen mellan 2006 och 2016 kan "bäst förstås som ett långsiktigt och uthålligt arbete för att förverkliga de idéer som presenterades under valrörelsen 2006".

### Kommunfullmäktige

#### Presidium
| Presidium 2022–2026    | Presidium 2022–2026 | Presidium 2022–2026 |
| ---------------------- | ------------------- | ------------------- |
| Ordförande             | L                   | Lisa Flinth         |
| Förste vice ordförande | SD                  | Daniel Petersson    |
| Andre vice ordförande  | S                   | Anna Fernebro       |

Källa:

#### Lista över kommunfullmäktiges ordförande
| Namn | Namn                  | Tillträdde      | Avgick          |
| ---- | --------------------- | --------------- | --------------- |
|      | Lennart Söderberg (M) | 2007            | 14 oktober 2014 |
|      | Gunlög Stenfelt (L)   | 15 oktober 2014 | 14 oktober 2022 |
|      | Lisa Flinth (L)       | 15 oktober 2022 |                 |

#### Mandatfördelning 1970–2022
Socialdemokraterna har varit det största partiet i kommunfullmäktige i samtliga val till och med 2014, och partiet hade egen majoritet i samtliga val utom ett fram till och med 1994. Folkpartiet/Liberalerna var största parti i valet 2018 och näst största i valen 1970 och 2006–2014. Centerpartiet var näst största parti i valet 1973 och Moderaterna i valen 1976–2002. I valet 2006 fick Liberalerna (dåvarande Folkpartiet) och Sverigedemokraterna lika många mandat, men Liberalerna fick fler röster.

Samtliga riksdagspartier har funnits representerade i Landskrona kommunfullmäktige, och efter valet 2014 var 6 av de 8 riksdagspartierna representerade. Kristdemokraterna fanns representerade i fullmäktige efter valen 1970–1976, 1991 samt 2002 och Centerpartiet i valen 1970-1994 samt 2018. Av de nuvarande representerade riksdagspartierna har Socialdemokraterna, Vänsterpartiet, Liberalerna och Moderaterna alltid funnits representerade sedan valet 1970, Miljöpartiet sedan valet 1985 och Sverigedemokraterna sedan valet 2002. SPI – Sveriges pensionärers intresseparti fanns representerade efter valen 1998 och 2002 och Framstegspartiet efter valen 1991, 1994 och 1998.
|  | 27 | 4 | 6 |  | 6 |

| 39 |

|  | 29 | 8 | 3 |  | 7 |

| 40 | 9 |

|  | 27 | 7 | 4 |  | 9 |

| 39 | 10 |

|  | 29 | 5 | 4 | 11 |

| 37 | 14 |

|  | 30 | 4 |  | 13 |

| 36 | 15 |

|  | 28 |  | 3 | 4 | 13 |

| 37 | 14 |

|  | 26 | 5 | 3 | 4 | 11 |

| 30 | 21 |

|  | 21 |  | 3 | 3 | 4 |  | 15 |

| 36 | 15 |

|  | 30 |  |  |  |  | 12 |

| 31 | 20 |

| 4 | 22 |  | 3 | 4 | 3 | 13 |

| 32 | 19 |

| 4 | 20 |  |  | 4 | 8 |  | 10 |

| 29 | 22 |

|  | 17 |  | 12 | 12 | 7 |

| 34 | 17 |

|  | 18 |  | 9 | 15 | 5 |

| 29 | 22 |

|  | 18 |  | 11 | 14 | 4 |

| 27 | 24 |

|  | 14 |  | 10 |  | 18 | 4 |

| 30 | 21 |

|  | 12 |  |  | 10 | 20 | 4 |

| 32 | 19 |

### Nämnder

#### Kommunstyrelse
Kommunstyrelsens presidium ordförande och vice ordförande tituleras kommunalråd. Dess Andre vice ordförande är kommunens oppositionsråd. Kommunen har även ytterligare två kommunalråd; Elvir Mesanovic  (mp) och Stefan Olsson (-).
| Presidium 2022–2026    | Presidium 2022–2026 | Presidium 2022–2026 |
| ---------------------- | ------------------- | ------------------- |
| Ordförande             | L                   | Torkild Strandberg  |
| Förste vice ordförande | M                   | Torbjörn Brorsson   |
| Andre vice ordförande  | S                   | Fatmir Azemi        |

#### Lista över kommunstyrelsens ordförande
| Namn | Namn                       | Tillträdde     | Avgick           |
| ---- | -------------------------- | -------------- | ---------------- |
|      | Bengt Öhrvik (S)           | 1975           | 1985             |
|      | Allan Karlsson (S)         | 1985           | 1988             |
|      | Lars Wallstén (S)          | 1989           | 1991             |
|      | Gerd Broberg Bernström (M) | 1992           | 1994             |
|      | Lars Wallstén (S)          | 1995           | 2002             |
|      | Niklas Karlsson (S)        | 2 januari 2003 | 31 december 2006 |
|      | Torkild Strandberg (L)     | 1 januari 2007 |                  |

#### Övriga nämnder
| Nämnd                       | Ordförande 2022-2026 | Ordförande 2022-2026    | Förste vice ordförande | Förste vice ordförande | Andre vice ordförande | Andre vice ordförande       |
| --------------------------- | -------------------- | ----------------------- | ---------------------- | ---------------------- | --------------------- | --------------------------- |
| Individ- och familjenämnden | M                    | Torbjörn Brorsson       | L                      | Stina Hyltmark         | S                     | Cecilia Hallberg Berndtsson |
| Krisledningsnämnden         | L                    | Torkild Strandberg      | M                      | Torbjörn Brorsson      | –                     | Stefan Olsson               |
| Kulturnämnden               | L                    | Line Hovrind Aslaksen   | L                      | Lena Benediktsson      | S                     | Roger Lindskog              |
| Miljönämnden                | MP                   | Elvir Mesanovic         | L                      | Tony Christensen       | S                     | Jessica Kronvall            |
| Omsorgsnämnden              | L                    | Annette Lindberg Mohlin | M                      | Hans Raita             | S                     | Eva Örtegren                |
| Stadsbyggnadsnämnden        | L                    | Torkild Strandberg      | M                      | Sven Persson           | S                     | Jonas Karlsson              |
| Teknik- och fritidsnämnden  | L                    | Mattias Adolfsson       | M                      | Peder Keiller Alberoth | S                     | Lamees Ar-Rawi              |
| Utbildningsnämnden          | L                    | Ervisa Dani             | M                      | Johan Sten             | SD                    | Daniel Petersson            |
| Valnämnden                  | L                    | Tage Olsin              | S                      | Hans-Eric Palmqvist    |                       |                             |

Källa:

### Vänorter
Landskrona har tre vänorter:
- Kotka i Finland
- Plochingen i Tyskland
- Võru i Estland

År 1940 i leddes samarbetet med orten Kotka i Finland, 1971 med Plochingen i Tyskland  och 1991 med estniska orten Vöru. Syftet med vänortssamarbetet är att "vidga gränserna och stödja internationell vänskap, något som inte minst är viktigt nu när det är oroligt i världen. Det handlar om att förstå andra länder genom nära kontakt med orter som finns där. Genom kontakt vill vi bidra med vänskap och förståelse samt ge stöttning vid behov".

## Ekonomi och infrastruktur

### Näringsliv
Det lokala näringslivet fick ett uppsving under 1800-talet, vilket framförallt förklaras av centralortens hamn och centrala läge. Grunden för expansionen var under lång tid ortens sockerbruk och varv. Senare etablerades MariboHilleshög Research AB i centralorten vilket berodde på den bördiga jorden och relationerna till sockerindustrin. I början av 2020-talet märktes verkstadsindustrinerna Haldex Brake AB som tillverkar komponenter för tunga fordon, Borgwarner Sweden AB som har tillbehör till motorfordon, SWEP International AB som tillverkar maskiner för kyla och ventilation. Samtidigt var kommunen och Region Skåne de största arbetsgivarna.

### Infrastruktur

#### Transporter
Från sydöst mot nordväst genomkorsas kommunen av E6 och E20. I höjd med Landskrona avtar riksväg 17 åt öster och i höjd med Saxtorpsskogen avtar länsväg 110 åt norr.
Riktning från sydväst mot nordväst har även järnvägen Västkustbanan som trafikeras av Öresundstågs fjärrtåg mellan Malmö och Göteborg och Pågatågens regiontåg mellan Malmö och Helsingborg med stopp i Häljarp, Landskrona och Glumslöv.

## Befolkning

### Demografi

#### Befolkningsutveckling
| Befolkningsutvecklingen i Landskrona kommun 1970–2020 | Befolkningsutvecklingen i Landskrona kommun 1970–2020 | Befolkningsutvecklingen i Landskrona kommun 1970–2020 | Befolkningsutvecklingen i Landskrona kommun 1970–2020 | Befolkningsutvecklingen i Landskrona kommun 1970–2020 |
| --- | ----------------------------------------------------- | ----------------------------------------------------- | ----------------------------------------------------- | ----------------------------------------------------- |
| |                                                       |                                                       |                                                       |                                                       |
| År |                                                       |                                                       | Folkmängd                                             |                                                       |
| 1970 | 1970                                                  |                                                       | 37 690                                                |                                                       |
| 1975 | 1975                                                  |                                                       | 38 409                                                |                                                       |
| 1980 | 1980                                                  |                                                       | 36 493                                                |                                                       |
| 1985 | 1985                                                  |                                                       | 35 302                                                |                                                       |
| 1990 | 1990                                                  |                                                       | 36 340                                                |                                                       |
| 1995 | 1995                                                  |                                                       | 37 868                                                |                                                       |
| 2000 | 2000                                                  |                                                       | 37 728                                                |                                                       |
| 2005 | 2005                                                  |                                                       | 39 346                                                |                                                       |
| 2010 | 2010                                                  |                                                       | 41 724                                                |                                                       |
| 2015 | 2015                                                  |                                                       | 43 961                                                |                                                       |
| 2020 | 2020                                                  |                                                       | 46 305                                                |                                                       |
| Anm: Uppgifterna avser förhållandena den 31 december enligt den kommunala indelningen den 1 januari året efter. Landskrona kommun utökades den 1 januari 1974. Siffran för 1970 avser befolkningen för kommunens nuvarande område. |                                                       |                                                       |                                                       |                                                       |

#### Utländsk bakgrund
Den 31 december 2016 utgjorde antalet invånare med utländsk bakgrund (utrikes födda personer samt inrikes födda med två utrikes födda föräldrar) 15 770, eller 35,35 % av befolkningen (hela befolkningen: 44 611 den 31 december 2016). Den 31 december 2002 utgjorde antalet invånare med utländsk bakgrund enligt samma definition 9 580, eller 24,90 % av befolkningen (hela befolkningen: 38 475 den 31 december 2002).
| Bakgrund den 31 december 2016                 | Antal  | Andel   | Varav män | Kvinnor |
| --------------------------------------------- | ------ | ------- | --------- | ------- |
| Utrikes födda                                 | 11 811 | 26,48 % | 5 954     | 5 857   |
| Inrikes födda med två utrikes födda föräldrar | 3 959  | 8,87 %  | 2 040     | 1 919   |
| Inrikes födda med en inrikes född förälder    | 3 298  | 7,39 %  | 1 682     | 1 616   |
| Inrikes födda med två inrikes födda föräldrar | 25 543 | 57,26 % | 12 614    | 12 929  |

#### Utländska medborgare
Den 31 december 2016 hade 5 433 invånare (12,18 %), varav 2 968 män och 2 465 kvinnor, ett utländskt medborgarskap och saknade samtidigt ett svenskt sådant. Personer som har både utländskt och svenskt medborgarskap räknas inte av Statistiska centralbyrån som utländska medborgare.

#### Invånare efter de vanligaste födelseländerna
Denna tabell redovisar födelseland för Landskrona kommuns invånare enligt den statistik som finns tillgänglig från Statistiska centralbyrån (SCB). SCB redovisar endast födelseland för de fem nordiska länderna samt de 12 länderna med flest antal utrikes födda i hela riket. En person som inte kommer från något av de här 17 länderna har istället av SCB förts till den världsdel som födelselandet tillhör. Personer födda i Sovjetunionen och personer med okänt födelseland är också medtagna i statistiken.
| Födelseland 31 december 2016 | Födelseland 31 december 2016      | Födelseland 31 december 2016 | Födelseland 31 december 2016 | Födelseland 31 december 2016 |
| ---------------------------- | --------------------------------- | ---------------------------- | ---------------------------- | ---------------------------- |
| Nr                           | Land/världsdel                    | Antal                        | Andel                        | Andel i hela riket           |
| 1                            | Sverige                           | 32 800                       | 73,52 %                      | 82,15 %                      |
| 2                            | / SFR Jugoslavien/FR Jugoslavien  | 1 659                        | 3,72 %                       | 0,67 %                       |
| 3                            | Asien: Övriga länder              | 1 307                        | 2,93 %                       | 2,09 %                       |
| 4                            | Bosnien och Hercegovina           | 1 239                        | 2,78 %                       | 0,58 %                       |
| 5                            | Europeiska unionen: Övriga länder | 1 093                        | 2,33 %                       | 2,07 %                       |
| 6                            | Europa utom EU: Övriga länder     | 983                          | 2,20 %                       | 0,72 %                       |
| 7                            | Syrien                            | 962                          | 2,16 %                       | 1,49 %                       |
| 8                            | Danmark                           | 956                          | 2,14 %                       | 0,41 %                       |
| 9                            | Polen                             | 783                          | 1,76 %                       | 0,89 %                       |
| 10                           | Irak                              | 769                          | 1,72 %                       | 1,35 %                       |
| 11                           | Finland                           | 345                          | 0,77 %                       | 1,54 %                       |
| 12                           | Afrika: Övriga länder             | 314                          | 0,70 %                       | 0,96 %                       |
| 13                           | Tyskland                          | 288                          | 0,65 %                       | 0,50 %                       |
| 14                           | Turkiet                           | 228                          | 0,51 %                       | 0,47 %                       |
| 15                           | Thailand                          | 178                          | 0,40 %                       | 0,40 %                       |
| 16                           | Afghanistan                       | 163                          | 0,37 %                       | 0,35 %                       |
| 17                           | Sydamerika                        | 119                          | 0,27 %                       | 0,70 %                       |
| 18                           | Norge                             | 118                          | 0,26 %                       | 0,42 %                       |
| 19                           | Nordamerika                       | 96                           | 0,22 %                       | 0,37 %                       |
| 20                           | Somalia                           | 74                           | 0,17 %                       | 0,64 %                       |
| 21                           | Iran                              | 49                           | 0,11 %                       | 0,71 %                       |
| 22                           | Island                            | 21                           | 0,05 %                       | 0,06 %                       |
| 23                           | Oceanien                          | 19                           | 0,04 %                       | 0,06 %                       |
| 24                           | Sovjetunionen                     | 18                           | 0,04 %                       | 0,06 %                       |
| 25                           | Okänt födelseland                 | 16                           | 0,04 %                       | 0,01 %                       |
| 26                           | Eritrea                           | 14                           | 0,03 %                       | 0,35 %                       |

## Kultur

### Kulturarv
Bland fornlämningar i kommunen hittas exempelvis stenkammargraven Örenäsgånggriften. Denna är omkring 5150 år gammal och upptäcktes av en slump år 1843. Ett annat exempel bland fornlämningar är kyrkoruinen Sancti Johannis Baptistae kyrka. 

### Kommunsymboler

#### Kommunvapen
Landskrona kommunvapen är unikt bland svenska kommunvapen. Förutom skölden med den långa vapenbeskrivningen brukar också två sköldhållare, Prudentia och Justitia förekomma, samt över det hela en öppen krona. Vapnet avbildas första gången i ett brev (1663) från änkedrottning Hedvig Eleonora. Regeringen hyste stora planer för staden, därav det pampiga vapnet. I modern tid förnyades fastställdelsen först 1953 eftersom det rått oklarhet om en del detaljer. Efter kommunbildningen övertogs vapnet av den nya enheten och registrerades hos PRV 1974. Övriga sammanläggningsenheter saknade vapen.

#### Kommunfågel

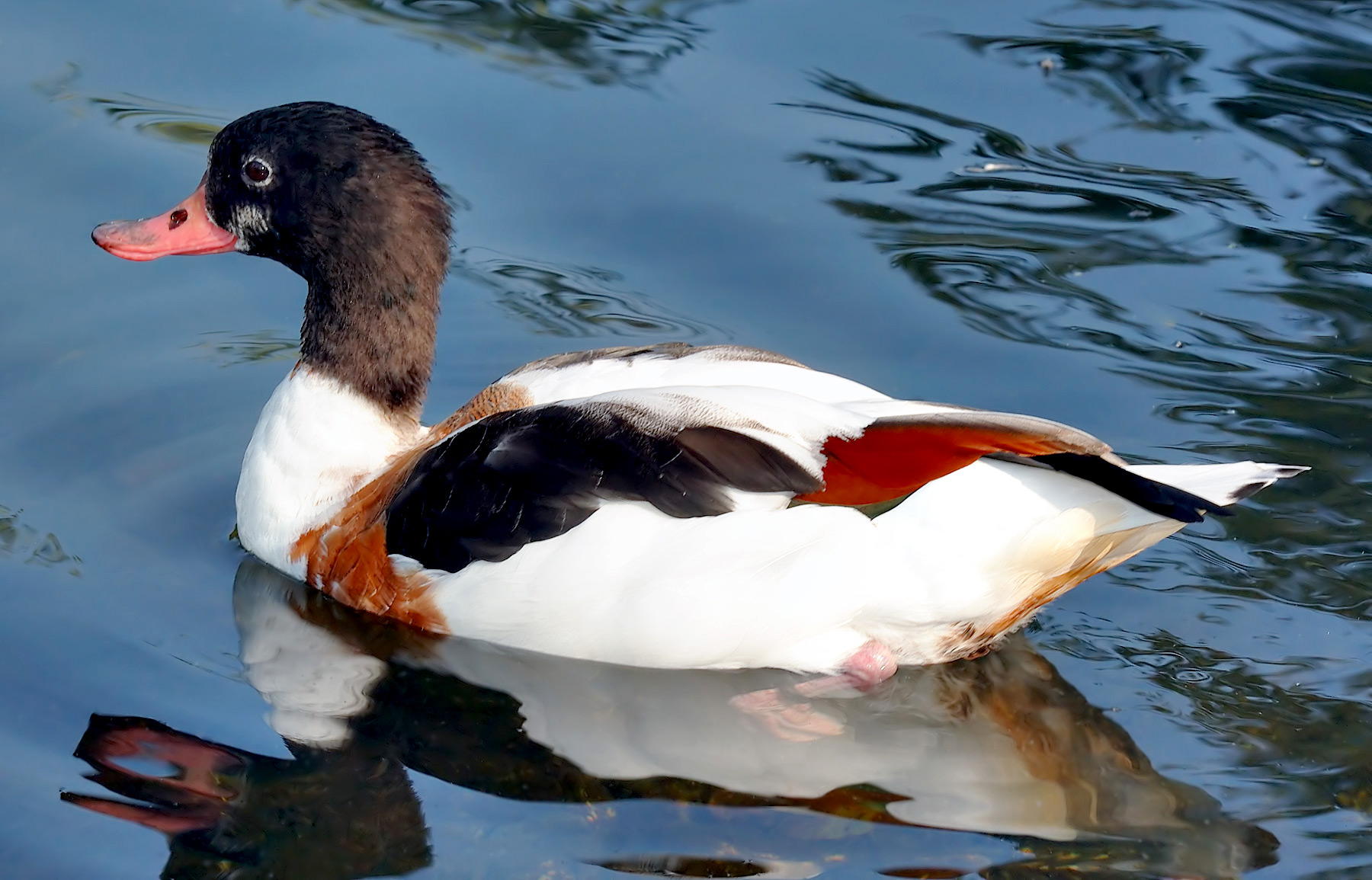
Gravand.

Gravanden är Landskronas kommunfågel.